# Pio De Flaviis
Pio De Flaviis (Napoli, 1887 – Milano, 1948) è stato un commediografo e critico teatrale italiano.

## Biografia
Fra le commedie in lingua di Pio De Flaviis, si possono menzionare Il maestro e L'inganno, quest'ultima in collaborazione con Gino Rocca.
Invece, tra quelle in dialetto, realizzate per la compagnia teatrale Viviani, si ricordano Socrate secondo, scritta in collaborazione con lo stesso Viviani.
Assieme a D. Buffon scrisse una commedia in dialetto milanese intitolata La compagnia della Teppa.
Fece rappresentare anche due riviste.
Il fratello Carlo (Napoli 1885-1939) fu autore di poesie in napoletano, critico drammatico e commediografo in vernacolo ed in lingua, conosciuto soprattutto per il dramma in un atto Anema nova.

## Opere
- La boccetta dei sali (1921);
- Il maestro;
- L'inganno;
- Socrate secondo;
- La compagnia della Teppa;
- L'ha fatto una signora (1938).